# Слобозия
Вижте пояснителната страница за други значения на Слобозия.
Слобозия (на румънски: Slobozia) е столицата и най-големият град на Окръга Яломица, Влашко (Мунтения), Румъния. Населението му е около 48 000 души (2011). Градът е построен върху останките на древния римски град Нетиндава.

## Наименование
Градът основан върху мястото на селото „Вайдеей“, името означавайки „бедните те“. Градът е построен върху Бъръганската равнина. По време на татарското нашествие е нападнат и превзет. За да убедят селяните да останат в селището, владителите на Влашко ги облекчават от някой данъци. Това обяснява и името на града, което идва от румънската дума от страробългарски произход „ѕlobozie“, която означава „свободно село, облекчено от данъци“.

## География
Слобозия се намира в Долнодунавската равнина, на около 120 km на изток от Букурещ и 150 km на запад от Констанца. През града минава реката Яломица, една от най-важните реки в Румъния. Общата площ на общината е 13 286 хектара, 11987 хектара извън и 1300 хектара вътре града.

## История
През I век Клавдий Птолемей цитира селище на даките (дава) с името Нентидава (на латински: Netindava, Nentidaua, Netindaua; на старогръцки: Νεντίδαυα, Νετίνδαυα) на мястото на днешна Слобозия.

## Население
Населението на града през 2011 година наброява 48 241 души.

## Икономика
Главното занятие в областта е селско стопанство, хранително-вкусова и леката промишленост.

## Инфраструктура
В Слобозия има: 18 072 жилища, 10 детски градини, 8 училища, 6 гимназии, колеж, студентски град, болница с 600 легла и различни културни заведения.

## Култура
През 1990 г. е открит Културен център „Йонел Перля“ – в чест на известния диригент и композитор, който е родом от Яломица. Има експозиции и зали за спектакли, книжарници, културни институции. През 1999 г. Културният център „Йонел Перля“ е включен в обиколката на ЮНЕСКО. До града има малко копие на Айфеловата кула (54 м).
Различните вероизповедания в града имат пълна религиозна свобода. Има много църкви и катедрали от различни християнски деноминации.

## Известни личности
Родени в Слобозия
- Мирча Динеску – журналист, писател и революционер
- Адриан Михалча – футболист

## Побратимени градове
- Велес, Северна Македония
- Силистра, България